# Tomás Blanco (futbolista)
Tomás Blanco (n. Chajarí, Provincia de Entre Ríos, Argentina; 17 de marzo de 1999) es un futbolista argentino. Juega de delantero y su equipo actual es Anzoátegui, de la Primera División de Venezuela.

## Carrera

### Inicios
Blanco comenzó en Ferrocarril Chajarí en 2003, cuando tenía 4 años.
En 2013, pasa a jugar en Tiro Federal de Chajarí, donde se mantiene por un año.

### Quilmes
Al año siguiente, llega a Quilmes con 15 años. En 2018 participó de su primer pretemporada con el plantel profesional, mismo año que firma su primer contrato hasta 2022, y debuta el 28 de agosto en la derrota por 2-1 frente a Atlético de Rafaela. Su primer gol lo convierte el 30 de septiembre en la victoria por 1-2 sobre Platense.

## Estadísticas

### Clubes
- Actualizado hasta el 18 de julio de 2025.

| Quilmes Argentina | 2.ª                 | 2018-19             | 18  | 4  | - | - | - | - | 18  | 4  | 0.22 |
| Quilmes Argentina | 2.ª                 | 2019-20             | 0   | 0  | - | - | - | - | 0   | 0  | 0    |
| Quilmes Argentina | 2.ª                 | 2020                | 8   | 0  | - | - | - | - | 8   | 0  | 0    |
| Quilmes Argentina | 2.ª                 | 2021                | 29  | 3  | - | - | - | - | 29  | 3  | 0.1  |
| Quilmes Argentina | 2.ª                 | 2022                | 22  | 2  | 1 | 0 | - | - | 23  | 2  | 0.09 |
| Quilmes Argentina | Total club          | Total club          | 77  | 9  | 1 | 0 | - | - | 78  | 9  | 0.12 |
| Estudiantes Argentina | 2.ª                 | 2023                | 26  | 3  | 1 | 0 | - | - | 27  | 3  | 0.11 |
| Estudiantes Argentina | Total club          | Total club          | 26  | 3  | 1 | 0 | - | - | 27  | 3  | 0.11 |
| UCV · Venezuela | 1.ª                 | 2024                | 8   | 2  | - | - | - | - | 8   | 2  | 0.25 |
| UCV · Venezuela | Total club          | Total club          | 8   | 2  | - | - | - | - | 8   | 2  | 0.25 |
| Anzoátegui · Venezuela | 1.ª                 | 2025                | 10  | 2  | - | - | - | - | 10  | 2  | 0.2  |
| Anzoátegui · Venezuela | Total club          | Total club          | 10  | 2  | - | - | - | - | 10  | 2  | 0.2  |
| Total en su carrera | Total en su carrera | Total en su carrera | 121 | 16 | 2 | 0 | - | - | 123 | 16 | 0.13 |
| (1) Las copas nacionales se refiere a la Copa Argentina. (2) Las copas internacionales se refiere a la Copa Libertadores y a la Copa Sudamericana. (3) Media de goles por encuentro. No incluye goles en partidos amistosos. |                     |                     |     |    |   |   |   |   |     |    |      |